# Sale (Victoria)
Sale ist eine Stadt im australischen Bundesstaat Victoria in der Region Gippsland. Sale ist Verwaltungssitz des Wellington Shire. Die Stadt ist benannt nach dem britischen General Robert Henry Sale, der im Ersten Anglo-Afghanischen Krieg gekämpft hatte.

## Geschichte
Der erste europäische Siedler ließ sich auf dem Gebiet des heutigen Sale im Jahr 1844 nieder. Bereits etwa drei Jahre vor der offiziellen Stadtgründung wurde am Latrobe River eine Poststelle eingerichtet. Goldfunde bei Omeo im Jahr 1851 und der victorianische Goldrausch begünstigten das Wachstum des Ortes. Im Jahr 1863 hatte Sale bereits 1800 Einwohner. 1875 wurde Sale an die Eisenbahn angeschlossen und 1878 war die Bahnverbindung zur damaligen Hauptstadt Melbourne fertiggestellt. 1941 wurde bei Sale ein Luftwaffenstützpunkt angelegt. Nach der Entdeckung von Öl- und Gasvorkommen vor der Küste Victorias im Jahre 1965 diente Sale vielen der mit der Erkundung befassten Angestellten von Esso Australia und BHP Billiton als Wohnort.

## Klima
Die wärmsten Monate sind Januar und Februar mit durchschnittlichen Höchstwerten von 25,4 °C bzw. 25,3 °C, wohingegen im Juli, dem kältesten Monat, lediglich ein durchschnittliches Maximum von 13,8 °C und ein durchschnittliches Minimum von 3,2 °C erreicht wird. Die mittlere jährliche Niederschlagsmenge beläuft sich auf 597 mm und ist über das Jahr recht gleichmäßig verteilt.
|                       | Jan  | Feb  | Mär  | Apr  | Mai  | Jun  | Jul  | Aug  | Sep  | Okt  | Nov  | Dez  |   |       |
| Mittl. Tagesmax. (°C) | 25,7 | 25,6 | 23,7 | 20,5 | 17,2 | 14,5 | 13,9 | 15,4 | 17,2 | 19,5 | 21,7 | 23,5 | ⌀ | 19,8  |
| Mittl. Tagesmin. (°C) | 13,0 | 13,1 | 11,4 | 8,6  | 6,4  | 4,1  | 3,3  | 4,1  | 5,7  | 7,4  | 9,8  | 11,5 | ⌀ | 8,2   |
|                       |      |      |      |      |      |      |      |      |      |      |      |      |   |       |
| Niederschlag (mm)     | 43,4 | 40,4 | 43,1 | 52,4 | 45,2 | 41,4 | 42,5 | 36,3 | 53,0 | 49,8 | 61,9 | 50,8 | Σ | 560,2 |
|                       |      |      |      |      |      |      |      |      |      |      |      |      |   |       |
| Regentage (d)         | 8,4  | 7,3  | 8,8  | 10,1 | 10,6 | 12,3 | 14,5 | 13,7 | 13,9 | 12,9 | 11,4 | 10,3 | Σ | 134,2 |

| 13,0 |

| 13,1 |

| 11,4 |

| 8,6 |

| 6,4 |

| 4,1 |

| 3,3 |

| 4,1 |

| 5,7 |

| 7,4 |

| 9,8 |

| 11,5 |

| 13,0 |

| 13,1 |

| 11,4 |

| 8,6 |

| 6,4 |

| 4,1 |

| 3,3 |

| 4,1 |

| 5,7 |

| 7,4 |

| 9,8 |

| 11,5 |

## Wirtschaft
Die 18 Ölförderplattformen in der Bass Strait, nur etwa 20 km von Sale entfernt, sind ein bedeutender Wirtschaftsfaktor. Im gesamten Shire of Wellington sind 3,7 % der Beschäftigten in diesem Bereich tätig. Man geht davon aus, dass die Förderung bis mindestens zum Jahr 2030 betrieben werden kann.
Das günstige Klima ließ die Milchwirtschaft zum bedeutendsten Industriesektor des Shire of Wellington werden.

## Verkehr
Sale liegt an der Bahnlinie Gippsland Line, auf der bei einer Fahrzeit von etwa 2,5 Stunden täglich drei Züge von bzw. nach Melbourne verkehren. Fernbusse verbinden Sale außerdem mit Sydney. Sale liegt an der Einmündung des South Gippsland Highway in den Princes Highway.
Der Flugplatz East Sale wird hauptsächlich militärisch genutzt.

## Töchter und Söhne der Stadt
- Gregor Jordan (* 1966), Filmregisseur und Drehbuchautor
- Ashley Delaney (* 1986), Schwimmer
- Scott Robertson (* 1987), Wasserspringer
- Peta Mullens (* 1988), Radsportlerin
- Jason Whateley (* 1990), Boxsportler